# Hanne Trangeled
Hanne Trangeled Nielsen (født 16. december 1987 i Frederikshavn) er en tidligere dansk håndboldspiller. Hun har tidligere optrådt for Frederikshavn FOX, Team Tvis Holstebro, Silkeborg-Voel KFUM, Skive fH og Ringkøbing Håndbold.